# August Dubbers
Johann Gerhard August Dubbers, auch J. G. August Dubbers, (* 19. Oktober 1873; † 11. Dezember 1959) war ein deutscher Kaufmann und Unternehmer. Er war Inhaber der Bremer Handelsspedition J.H. Bachmann sowie dänischer Honorarkonsul in Bremen.

## Biografie

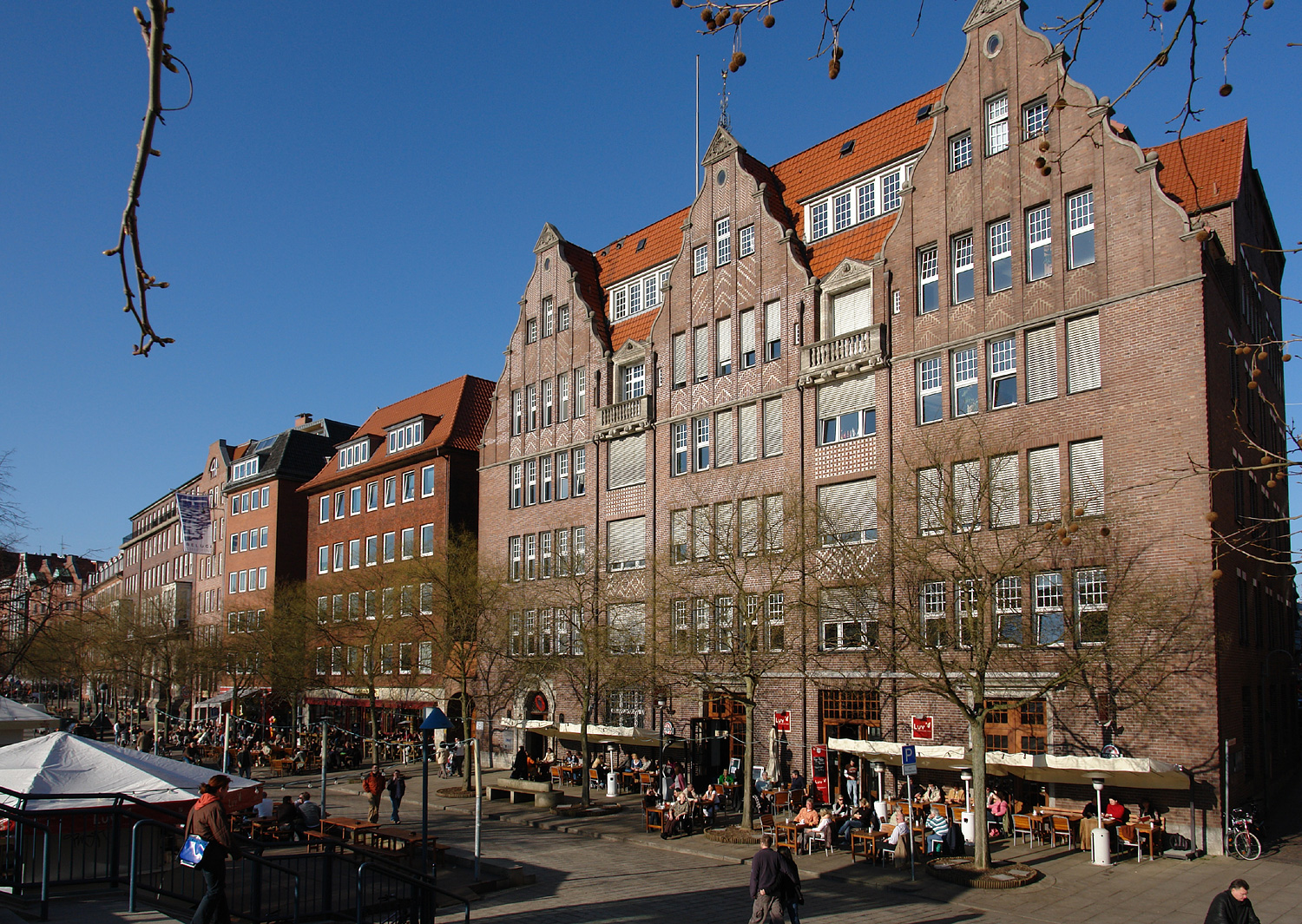
Der ehemalige Firmensitz von J.H. Bachmann an der Schlachte in Bremen (rechts, 1913 erstellt, Wiederaufbau 1948)

Dubbers gehörte der Bremer Kaufmannsfamilie Bachmann/Dubbers an, die seit der Firmengründung im Jahr 1775 im Besitz des Bremer Speditions- und Handelsbetriebs J.H. Bachmann (JHB) war. In Bremen heiratete er am 5. Februar 1918 Dora Frieda Lahusen (1888–1956), die der Bremer Kaufmannsfamilie Lahusen entstammte.
Er war seit 1909 in vierter Generation alleiniger Inhaber des Speditions- und Weinhandelsunternehmens J.H. Bachmann und übernahm zudem für nahezu fünf Jahrzehnte die Firmenleitung, bis 1937 in alleiniger Leitung. In die erste Zeit seiner Firmeninhaberschaft fallen unter anderem die Errichtung eines eigenen Kontorhauses an der Bremer Schlachte im Jahr 1913, das Dubbers für JHB nach Plänen des Berliner Architektenbüros Bielenberg & Moser erstellen ließ (siehe auch Das Bachmann-Haus an der Bremer Schlachte), sowie nach dem Ersten Weltkrieg ein Neuanfang des Unternehmens aus „kleinsten Anfängen“.
Während des Ersten Weltkriegs wurde Dubbers bei mehreren Betrieben im von den Deutschen besetzten Belgien als Zwangsverwalter eingesetzt, wie bei den Firmen Filature & Filteries Réunies (in Brüssel und Alost), Compagnie Fermière de l'établissement thermal de Vichy und North British Rubber & Co. (jeweils in Brüssel), sowie bei Filterie de Buggenhout (in Buggenhout).
1937 wurde sein Neffe, der Bremer Speditionskaufmann Eduard Nebelthau (1902–1971), Teilhaber des Familienunternehmens J.H. Bachmann und trat neben Dubbers in die Firmenleitung ein. Nebelthau hatte in der Firma seines Onkels ab 1921 eine kaufmännische Lehre absolviert, nach deren Abschluss mehrere Auslands-Studienreisen unternommen und dann 1931 als Prokurist bei JHB begonnen. Unter ihrer gemeinsamen Leitung „überstand die Firma die Verluste während des Zweiten Weltkriegs und meisterte erfolgreich den Wiederaufbau in der Nachkriegszeit“. So erfolgten unter anderem 1948 die Wiedererrichtung des im Krieg bei Luftangriffen zerstörten Hauptsitzes an der Schlachte in seiner alten Form, die (Wieder-)Inbetriebnahme der meisten Anlagen an allen Seehafen-Standorten sowie der Ausbau des Unternehmens zu einer internationalen Spedition. 1950 stiegen Dubbers und Nebelthau mit der Gründung der J.H. Bachmann Luftfracht GmbH in das zunehmende Luftfrachtgeschäft ein.

### Weitere Mitgliedschaften und Ämter

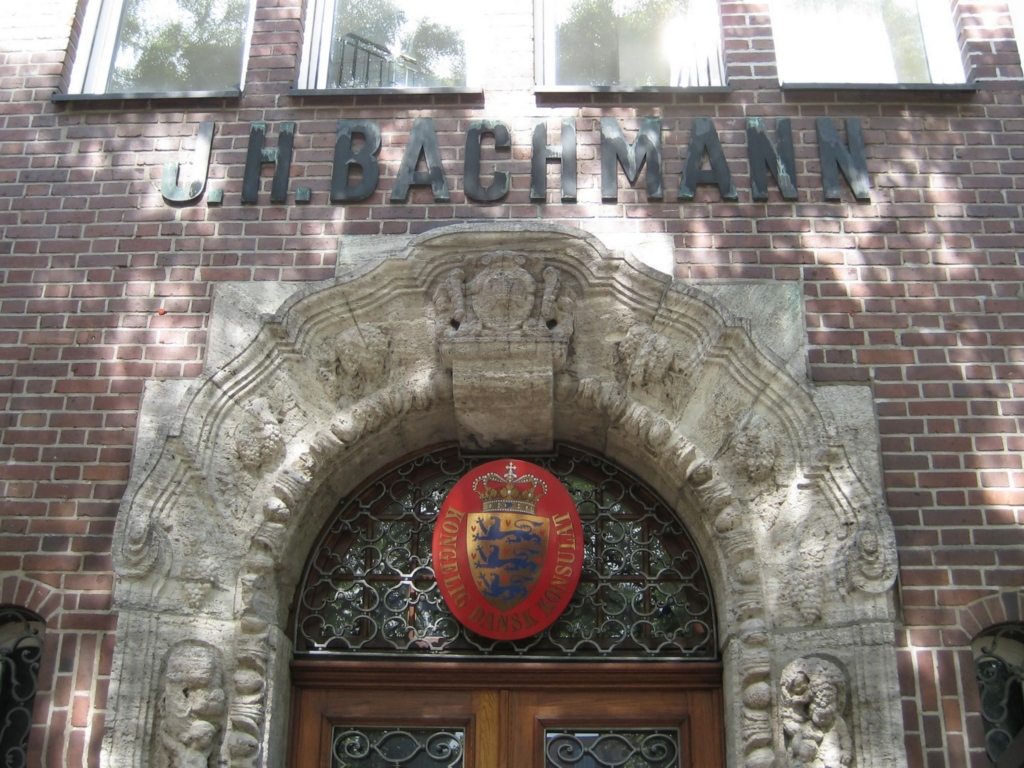
Schild des dänischen Konsulats am Eingangsportal des „Bachmann-Hauses“ in Bremen. Über dem Portal befindet sich noch der alte Firmenname J.H. Bachmann. (2011)

Dubbers war von 1906 bis 1911 Mitglied der Bremischen Bürgerschaft. Er wurde später zum dänischen Honorarkonsul bzw. Generalkonsul in Bremen ernannt. Das dänische Konsulat in Bremen befand (und befindet) sich im Bremer Kontorhaus der Handelsspedition J.H. Bachmann, deren Inhaberfamilie „Dubbers“ traditionell seit 1865 die konsularische Vertretung Dänemarks in der Freien Hansestadt Bremen wahrnimmt. Der konsularische Amtsbezirk von Dubbers erstreckte sich neben Bremen mit dessen damaligem Staatsgebiet und den Weserhäfen auch auf den oldenburgischen Landesteil Oldenburg.
Er war unter anderem Mitglied des Vorstands der Handelskammer Bremen sowie von verschiedenen Aufsichtsräten, wie bei der DDG „Hansa“ und anderen Reedereien, der Deschimag und der Norddeutschen Kreditbank. Außerdem war Dubbers Mitglied des Verwaltungsrats der „Weserflug“. Nach dem Zweiten Weltkrieg war er Mitglied und zeitweise auch Vorsitzender des Aufsichtsrats der Bremer Großwerft AG Weser. 1949 legte er alle Ämter nieder.

### Weitere Entwicklungen
Nach dem Tod von Dubbers führte sein Neffe Eduard Nebelthau die Firma J.H. Bachmann alleine weiter. Später trat die Tochter von August und Dora Dubbers, die Kauffrau Rita Dubbers-Albrecht (* 15. Dezember 1928 in Bremen), in die Firma ein und übernahm in sechster Generation die Firmenleitung. Das Familienunternehmen wurde von ihr 1996 verkauft, führte unter dann wechselnden Besitzern den traditionsreichen Firmennamen noch bis Ende 2006 weiter und ging 2006/07 im dänischen Logistikkonzern DSV A/S auf.
Aus dem Vermächtnis von Dubbers erhielt die Kunsthalle Bremen ein Gemälde des französischen Malers und Vertreters des Symbolismus, Maurice Denis (Mädchen mit Puppe, 1896).

## Ehrungen
In Bremen wurde 2002 die im Stadtteil Bremen-Neustadt gelegene August-Dubbers-Straße nach ihm benannt.